# 王瞳站
王瞳站是位于河北省景县王瞳镇的一个铁路车站，邮政编码053511。车站建于1940年，有石德铁路经过该站，办理客货运业务，车站及其上下行区间均已电气化。车站距离石家庄站170公里，隶属北京铁路局，是四等站。
2012年12月20日，王瞳站迎来了它的最后一趟客运列车——石家庄到承德的列车。现在，王瞳虽办理客运业务，但已经没有图定旅客列车停靠此站。